# Jon Fosse

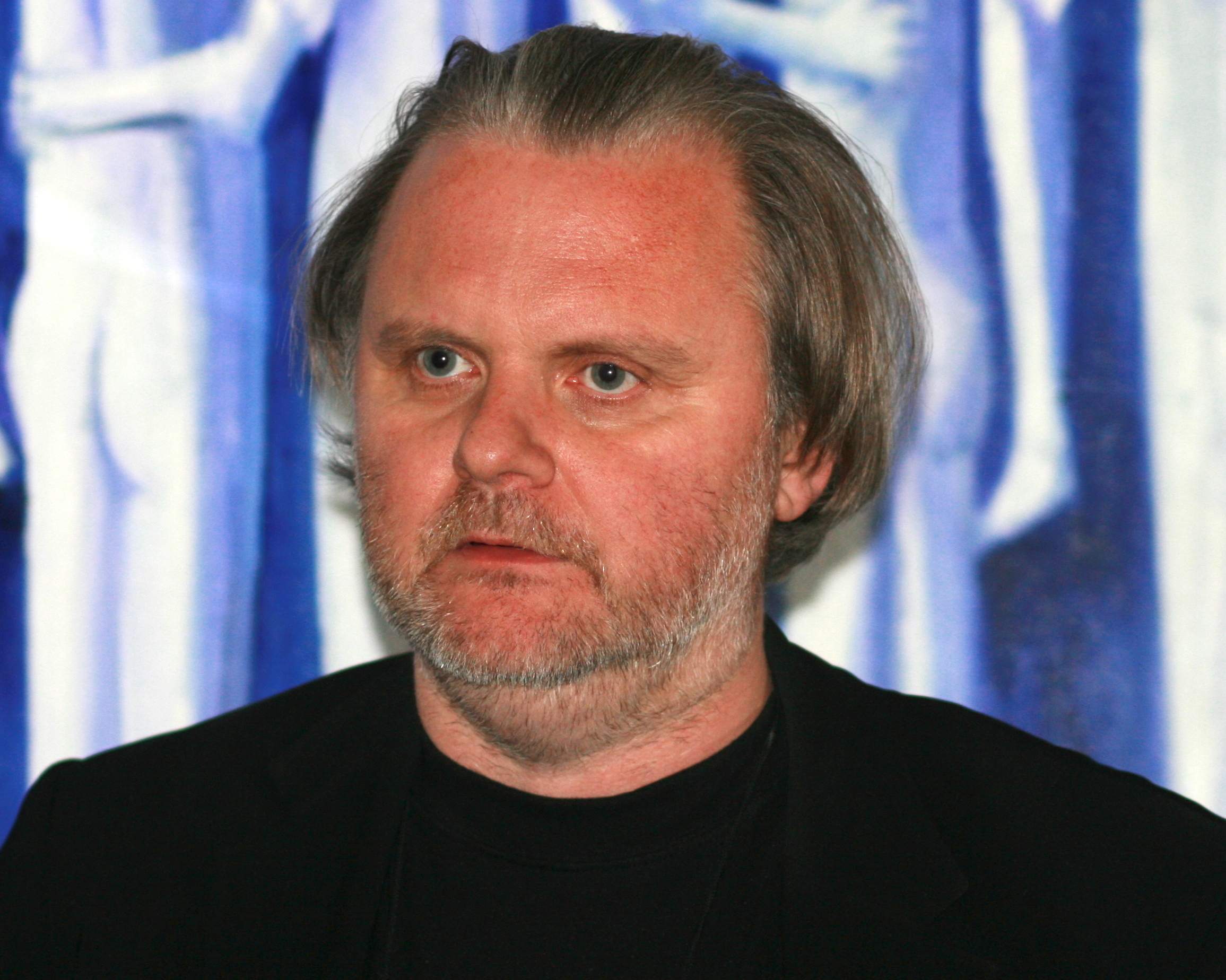
Jon Fosse (2007)

Jon Olav Fosse (* 29. September 1959 in Haugesund, Norwegen) ist ein norwegischer Dramatiker, Prosa- und Kinderbuchautor, Lyriker, Essayist und Übersetzer. Mit seinen über fünfzig literarischen Veröffentlichungen gilt er als eine der wichtigsten Stimmen der zeitgenössischen norwegischen Literatur. Im Jahr 2023 erhielt er den Nobelpreis für Literatur.

## Leben
Jon Fosse wuchs mit zwei Schwestern auf einem Bauernhof in Strandebarm in der Kommune Kvam in Hardanger auf. Seine Familie gehörte den Quäkern an. Er besuchte ein Gymnasium in Øystese, wo er 1979 das Abitur ablegte. Fosse galt während seiner Schulzeit als wortkarg und aufrührerisch. Eigenen Angaben zufolge lebte er sein Ausdrucks- und Geltungsbedürfnis als Jugendlicher durch ein monomanes Gitarren- und Violinenspiel aus. In Bergen studierte Fosse bis 1987 Literaturwissenschaften, Soziologie und Psychologie.
Ein schwerer Unfall im Alter von sieben Jahren brachte ihn dem Tode nahe. Fosse rutschte mit einer Flasche in der Hand aus und schnitt sich mit dem Glas die Pulsadern auf. Er hatte ein Nahtod-Erlebnis, bei dem er das Haus seiner Familie aus der Distanz, so als ob er seinen Körper bereits verlassen hätte, sah. Diese Erfahrung hat sein Schreiben als Erwachsener stark beeinflusst: „Ich glaube bis heute, dass ich durch diesen Unfall zum Schriftsteller geworden bin. Die Hauptperspektive meiner Texte ist nämlich die von jemandem, der sich an der Grenze zwischen Leben und Tod befindet“.
Zu Beginn seines Studiums wurde Fosse freier Mitarbeiter bei der Tageszeitung Gula Tidend. Nachdem er sein Studium beendet hatte, war er von 1987 bis 1993 als Dozent an der Schreibakademie in Hordaland tätig. Gemeinsam mit Jan Kjærstad arbeitete er von 1994 bis 1996 als Redakteur für die Literaturzeitschrift Bøk.

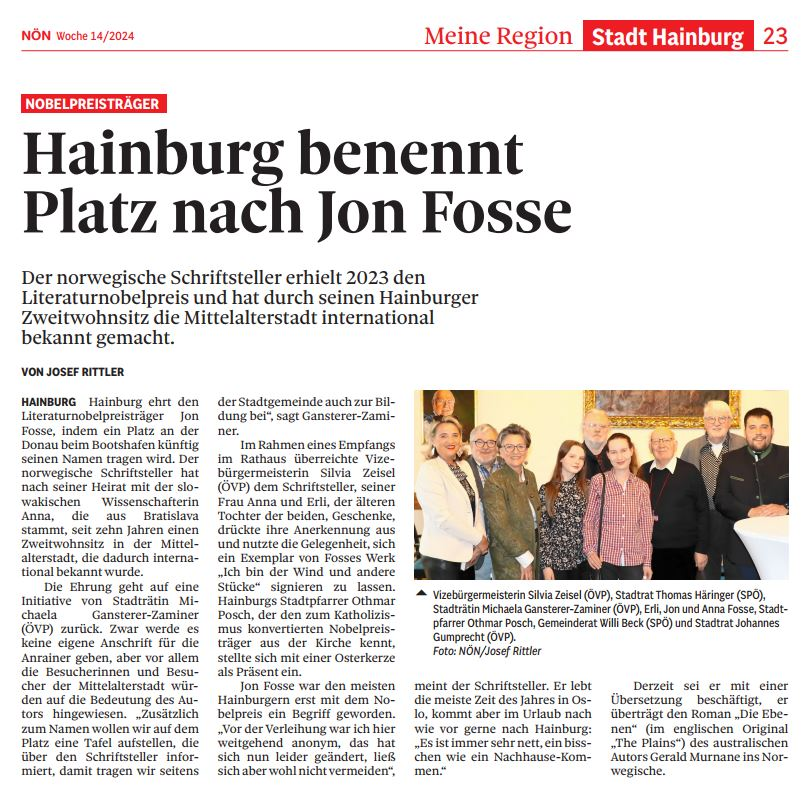
Bericht in NÖN, Kalenderwoche 14/2024

Fosse ist in dritter Ehe mit der Slowakin Anna verheiratet. Aus der Beziehung stammen zwei Kinder. Aus vorangegangenen Ehen gingen vier weitere Kinder hervor. Er lebt heute in Oslo in der staatlichen Künstlerresidenz Grotten, in Frekhaug bei Bergen und in der niederösterreichischen Gemeinde Hainburg an der Donau. In Hainburg wurde ihm im März 2024 bei einer Ehrung im Gemeindeamt mitgeteilt, dass ein Teil des von ihm oft besuchten Donau-Ufers nunmehr „Jon-Fosse-Platz“ heißt.
Fosse wurde nach seinem Austritt aus der lutherischen Staatskirche zuerst Quäker und konvertierte 2013 zum Katholizismus. Er wurde durch den Dominikaner Meister Eckhart dazu beeinflusst. Dessen Philosophie prägte ihn jahrzehntelang neben der Martin Heideggers und Ludwig Wittgensteins. Der Glaube an Gott spielte für Jon Fosse immer eine wichtige Rolle. Insbesondere fühlte er sich in den späteren Jahren durch den Katholizismus angesprochen. In seinem 2015 erschienenen Buch Mysteriet i trua („Das Geheimnis des Glaubens“, ein Gespräch mit dem Theologen Eskil Skjeldal) geht es auch um seinen Übertritt zum katholischen Glauben. Nach den eigenen Angaben hat das Schreiben Jon Fosse zu einem religiösen Menschen gemacht. Täglich betet er den Rosenkranz und das Vaterunser auf Latein.

## Werk
Jon Fosse ist als Dramatiker, Prosa- und Kinderbuchautor, Lyriker, Essayist und Übersetzer tätig. Mit seinen über 50 literarischen Veröffentlichungen gilt er als eine der wichtigsten Stimmen der zeitgenössischen norwegischen Literatur. Sein literarisches Werk, dem oft „etwas Düsteres, Melancholisches und Mystisches“ anhaftet, wie es im Spiegel heißt, wurde in mehr als 40 Sprachen übersetzt. Fosse selbst trat auch als Übersetzer von Werken Franz Kafkas, Georg Büchners, Thomas Bernhards, James Joyce’, Samuel Becketts, Peter Handkes oder Sarah Kanes ins Norwegische hervor. International bekannt wurde er seit den 1990er-Jahren durch die Uraufführung von mehr als 20 Dramen. Diese wurden weltweit inszeniert, darunter auch in den USA und im Nahen Osten. Außerhalb des skandinavischen Raums stehen Fosses Werke vor allem in Deutschland, England und Frankreich auf dem Spielplan. Er gilt damit als bekanntester norwegischer Dramatiker seit Henrik Ibsen.
Fosse kam über die Musik zur Sprache und zur Literatur und versuchte sich früh an Pop- und Rocktexten. Im Alter von 16 Jahren verfasste er erste kleine Erzählungen und Gedichte. Im Jahr 1981 gewann er den Novellenwettbewerb einer Studentenzeitschrift. Fosse veröffentlichte zunächst vor allem Lyrikbände und Romane; in den letzten Jahren hat er sich überwiegend dem Schauspiel gewidmet. Als Prosaautor debütierte er mit dem Roman Raudt, svart (dt. Rot, schwarz, 1983). Im Jahr 1994 wurde sein erstes Theaterstück Og aldri skal vi skiljast (dt. Und trennen werden wir uns nie, 1993) am Den Nationale Scene in Bergen uraufgeführt.
Die Schriftstellergeneration, der Jon Fosse angehört, führte in den 80er Jahren den Postmodernismus in Norwegen ein. Diese Stilrichtung sieht sich in einem bewussten Gegensatz zu der sozialkritischen Strömung der 70er Jahre. Bei Fosse zeigt sich das nicht in einem Hang zur Intertextualität, sondern eher in einem Hang zum Religiösen. Auch scheint in seinen Texten seine Heimatregion Westnorwegen häufig auf. Seine hauptsächlich auf Nynorsk verfassten Werke erscheinen oft düster, in der Lyrik lehnt er sich teilweise an Georg Trakl an.
In seinen Romanen bevorzugt er deutlich die personale Erzählweise, bei der kein allwissender Erzähler vorhanden ist und die Geschehnisse nur durch die Augen des Ich-Erzählers gefiltert werden. Sehr klar wird dies in der Erzählung Morgen und Abend (Morgon og kveld, 2001, dt. 2003). Hier berichtet ein sterbender Fischer einer ihn betreuenden alten Frau seine Lebensgeschichte und vor allem die Geschichte der Liebe zwischen ihm und seiner vor ihm verstorbenen Frau. Trotz des düsteren Themas gelingt es Fosse, etwas Lichtes durchschimmern zu lassen, das von aufdringlicher Bekehrungsreligiosität weit entfernt ist. In seinem Roman Melancholie (dt. 2001, norw. Melancholia I, 1995, Melancholia II, 1996) beschreibt Fosse das Leben des geistig verwirrten Malers Lars Hertervig.
Größere Bekanntheit brachten ihm seit den 1990er-Jahren seine mehr als zwanzig weltweit aufgeführten Dramen ein; Fosse gilt als bekanntester norwegischer Dramatiker seit Henrik Ibsen. Diese stellen ebenso wie die Romane Begegnungen zwischen Menschen in den Mittelpunkt, die die jeweiligen Protagonisten zu einem neuen Verständnis füreinander bringen können. Im Jahr 2000 wurden drei seiner Stücke an einigen der wichtigsten deutschsprachigen Bühnen in deutscher Übersetzung inszeniert: Bei den Salzburger Festspielen, an der Schaubühne am Lehniner Platz und dem Deutschen Theater Berlin, am Hamburger Thalia Theater und am Schauspielhaus Zürich. Es handelt sich um die Stücke Der Name, Die Nacht singt ihre Lieder und Das Kind. Die Münchner Kammerspiele führten 2002 Traum im Herbst auf. Nach dem Roman Morgen und Abend entstand das Libretto der gleichnamigen Oper von Georg Friedrich Haas (London 2015 und Heidelberg 2017).
2007 wurde ihm das Ritterkreuz des französischen Ordre national du Mérite verliehen. Der Daily Telegraph führte Fosse ebenfalls 2007 an 83. Stelle im Ranking der Top 100 living geniuses.
2023 erhielt er „für seine innovativen Theaterstücke und Prosa, die dem Unsagbaren eine Stimme verleihen“ den Nobelpreis für Literatur.
Deutscher Stammübersetzer der Prosawerke Fosses ist seit 2001 Hinrich Schmidt-Henkel. Viele seiner Bücher sind im Rowohlt Verlag erschienen.
2004 wurde Die Nacht singt ihre Lieder von Romuald Karmakar verfilmt.

## Werke (Auswahl)

### Romane
- Melancholie. Aus dem Norwegischen von Hinrich Schmidt-Henkel. Kindler, Berlin 2001, ISBN 3-463-40398-6. (Melancholia I & II, 1995/96) – Melsom-Preis
- Morgen und Abend. Aus dem Norwegischen von Hinrich Schmidt-Henkel. Fest, Berlin 2002, ISBN 3-8286-0113-8, als Taschenbuch Rowohlt, Reinbek 2003, ISBN 3-499-23313-4 (Morgon og kveld, 2000)
- Trilogie. Schlaflos, Olavs Träume, Abendmattigkeit. Rowohlt, Reinbek 2016, ISBN 978-3-498-02065-1 (Trilogien. Andvake, Olavs draumar, Kveldsvævd, 2014)
- Der andere Name. Heptalogie I–II. Rowohlt, Hamburg 2019, ISBN 978-3-498-02141-2. (Det andre namnet. Septologien I–II, 2019)
- Ich ist ein anderer. Heptalogie III–V. Rowohlt, Hamburg 2022, ISBN 978-3-498-02142-9. (Eg er ein annan. Septologien III–V, 2021)
- Ein neuer Name. Heptalogie VI–VII. Rowohlt, Hamburg 2023, ISBN 978-3-498-02143-6. (Eit nytt namn. Septologien VI–VII, 2021)

### Erzählungen
- Das ist Alise. Novelle. Mare, Hamburg 2003 [als Originalausgabe][15] ISBN 3-936384-08-8; als Taschenbuch Rowohlt, Reinbek 2005, ISBN 978-3-499-23874-1. (Det er Ales, 2004), Neuauflage als Taschenbuch, Mare, Hamburg, 2025, ISBN 978-3-690-94002-3
- Schlaflos. Erzählung. Rowohlt, Reinbek 2008, ISBN 978-3-498-02124-5. (Andvake, 2008)
- Ein Leuchten. Rowohlt, Hamburg 2023, ISBN 978-3-498-00399-9. (Kvitleik, 2023)

### Kinderbücher
- Von Kötern, Kläffern und feinen Hundedamen. Aus dem Norwegischen von Dagmar Lendt. Mit Bildern von Susanne Janssen. Carlsen, Hamburg 1998, ISBN 3-551-55180-4.
- Schwester. Aus dem Norwegischen von Hinrich Schmidt-Henkel. Mit Bildern von Aljoscha Blau. Bajazzo, Zürich 2006, ISBN 3-907588-70-3. (Søster, 2000) – ausgezeichnet mit dem Deutschen Jugendliteraturpreis 2007

### Dramen
- Und trennen werden wir uns nie (Og aldri skal vi skiljast, 1994)
- Der Name (Namnet, 1995) – Nationaler Ibsen-Preis (1996), Nestroy-Preis (2000)
- Da kommt noch wer (Nokon kjem til å komme, 1996)
- Das Kind (Barnet, 1996)
- Mutter und Kind (Mor og barn, 1997)
- Der Sohn (Sonen, 1997)
- Die Nacht singt ihre Lieder (Natta syng sine songar, 1997)
  - Die Nacht singt ihre Lieder und andere Stücke. Rowohlt Taschenbuch, Reinbek 2016, ISBN 978-3-499-27236-3.
- Sommertag (Ein sommars dag, 1999)
- Der Gitarrenmann (Gitarmannen, 1999)
- Traum im Herbst (Draum om hausten, 1999)
  - Traum im Herbst und andere Stücke. Rowohlt Taschenbuch, Reinbek 2001, ISBN 3-499-23109-3.
- Besuch (Besøk, 2000)
- Winter (Vinter, 2000)
- Schönes (Vakkert, 2001)
- Todesvariationen (Dødsvariasjonar, 2001)
- Lila/Purple (Lilla, 2003)
- Schlaf (Svevn, 2005)
- Rambuku (2006)
- Schatten (Skuggar, 2006)
- Ich bin der Wind (Eg er vinden, 2007)
  - Ich bin der Wind und andere Stücke. Rowohlt Taschenbuch, Reinbek 2016, ISBN 978-3-499-27237-0.
- Tod in Theben, UA: 2010 im Rahmen der Salzburger Festspiele. Es handelt sich um eine Zusammenfassung dreier Sophokles-Dramen. Regie: Angela Richter. Spielstätte: Republic

### Libretto
- Melancholia nach seinem Roman Melancholie, vertont von Georg Friedrich Haas, (Uraufführung in der Opéra Garnier, Paris, am 9. Juni 2008)

## Auszeichnungen
- 1997: Aschehoug-Literaturpreis
- 1999: Dobloug-Preis
- 1999: Gyldendalpreis
- 2000: Nestroy-Theaterpreis
- 2003: Ehrenpreis des norwegischen Kulturrates
- 2003: Heddapreis (Ehrenpreis)
- 2005: Sankt-Olav-Orden
- 2005: Brageprisen (Ehrenpreis)
- 2007: Nordischer Preis der Schwedischen Akademie
- 2010: Internationaler Ibsen-Preis
- 2014: Europäischer Preis für Literatur
- 2015: Literaturpreis des Nordischen Rates
- 2016: Willy-Brandt-Preis
- 2017: Preis der Stadt Münster für internationale Poesie (an Jon Fosse und seinen deutschen Übersetzer Hinrich Schmidt-Henkel) für Diese unerklärliche Stille
- 2021: Brageprisen für Det andre namnet
- 2022: Nominierung zum International Booker Prize (Shortlist) mit A New Name: Septology VI–VII[16]
- 2023: Nobelpreis für Literatur
- 2025: Ludwig-Mülheims-Theaterpreis[17]